# Mistelbach (district)
Het politieke district Bezirk Mistelbach in de Oostenrijkse deelstaat Neder-Oostenrijk ligt in het noordoosten van het land, ten noorden van de hoofdstad Wenen en ten zuiden van de grens met Tsjechië. Het district bestaat uit een aantal gemeenten, die hieronder zijn opgesomd.

## Gemeenten en bijbehorende plaatsen
- Altlichtenwarth
- Asparn an der Zaya
  - Altmanns, Asparn an der Zaya, Michelstetten, Olgersdorf, Schletz
- Bernhardsthal
  - Bernhardsthal, Katzelsdorf, Reintal
- Bockfließ
- Drasenhofen
  - Drasenhofen, Fünfkirchen, Kleinschweinbarth, Steinebrunn, Stützenhofen
- Falkenstein
- Fallbach
  - Fallbach, Friebritz, Hagenberg, Hagendorf, Loosdorf
- Gaubitsch
  - Altenmarkt, Gaubitsch, Kleinbaumgarten
- Gaweinstal
  - Atzelsdorf, Gaweinstal, Höbersbrunn, Martinsdorf, Pellendorf, Schrick
- Gnadendorf
  - Eichenbrunn, Gnadendorf, Oedenkirchenwald, Pyhra, Röhrabrunn, Wenzersdorf, Zwentendorf
- Groß-Engersdorf
- Großebersdorf
  - Eibesbrunn, Großebersdorf, Manhartsbrunn, Putzing
- Großharras
  - Diepolz, Großharras, Zwingendorf
- Großkrut
  - Althöflein, Ginzersdorf, Großkrut, Harrersdorf
- Hausbrunn
- Herrnbaumgarten
- Hochleithen
  - Bogenneusiedl, Traunfeld, Wolfpassing an der Hochleithen
- Kreuttal
  - Hautzendorf, Hornsburg, Ritzendorf, Unterolberndorf
- Kreuzstetten
  - Niederkreuzstetten, Oberkreuzstetten, Streifing
- Laa an der Thaya
  - Hanfthal, Kottingneusiedl, Laa an der Thaya, Ruhhof, Ungerndorf, Wulzeshofen
- Ladendorf
  - Eggersdorf, Garmanns, Grafensulz, Herrnleis, Ladendorf, Neubau, Pürstendorf
- Mistelbach an der Zaya
  - Ebendorf, Eibesthal, Frättingsdorf, Hörersdorf, Hüttendorf, Kettlasbrunn, Lanzendorf, Mistelbach, Paasdorf, Siebenhirten
- Neudorf bei Staatz
  - Kirchstetten, Neudorf bei Staatz, Rothenseehof, Zlabern
- Niederleis
  - Helfens, Kleinsitzendorf, Niederleis, Nodendorf
- Ottenthal
  - Guttenbrunn, Ottenthal
- Pillichsdorf
- Poysdorf
  - Altruppersdorf, Erdberg, Föllim, Ketzelsdorf, Kleinhadersdorf, Poysbrunn, Poysdorf, Walterskirchen, Wetzelsdorf, Wilhelmsdorf
- Rabensburg
- Schrattenberg
- Staatz
  - Ameis, Enzersdorf bei Staatz, Ernsdorf bei Staatz, Kautendorf, Staatz, Waltersdorf bei Staatz, Wultendorf
- Stronsdorf
  - Oberschoderlee, Patzenthal, Patzmannsdorf, Stronegg, Stronsdorf, Unterschoderlee
- Ulrichskirchen-Schleinbach
  - Kronberg, Schleinbach, Ulrichskirchen
- Unterstinkenbrunn
- Wildendürnbach
  - Alt-Prerau, Neuruppersdorf, Pottenhofen, Wildendürnbach
- Wilfersdorf
  - Bullendorf, Ebersdorf an der Zaya, Hobersdorf, Wilfersdorf
- Wolkersdorf im Weinviertel
  - Münichsthal, Obersdorf, Pfösing, Riedenthal, Wolkersdorf im Weinviertel